# Trithéisme
 (janvier 2016).
Si vous disposez d'ouvrages ou d'articles de référence ou si vous connaissez des sites web de qualité traitant du thème abordé ici, merci de compléter l'article en donnant les références utiles à sa vérifiabilité et en les liant à la section « Notes et références ».
Le trithéisme est la croyance qu'il y a trois principes divins qui forment une triade. Le mot vient du grec ancien : du préfixe τρι / tri qui veut dire « trois » et de θεός / theos, « dieu ». Il s'agit souvent de trois dieux ayant des pouvoirs et des sphères d'influence distincts mais complémentaires. De cette manière, le trithéisme diffère du dualisme qui envisage deux principes divins antagonistes.

## Christianisme
Dans son acception chrétienne, le trithéisme désigne une conception non acceptée par les grandes Églises du dogme de la Trinité. Personne en principe ne se réclame ou ne professe le trithéisme : le terme est généralement employé par des groupes religieux chrétiens à l'encontre d'autres pour leur reprocher une lecture polythéiste de la doctrine trinitaire chrétienne : le trithéisme est alors l'hérésie inverse du modalisme. Les branches principales du christianisme s'accordent sur ce point. Selon leurs adversaires, les trithéistes ne considèrent pas les trois personnes divines (le Père, le Fils et le Saint-Esprit) comme étant un tout unitaire.

### La controverse duVIesiècle
Parmi les trithéistes (ou trithéites) chrétiens, on peut mentionner une dissidence apparue au milieu du VIe siècle parmi les monophysites. À l'origine du mouvement, il y eut un Syrien nommé Jean Asqunagès, qui tenait une école à Antioche et qui vint à Constantinople en 557; il se mit à y prêcher avec tant de succès que Justinien le convoqua au palais impérial pour qu'il s'explique sur sa doctrine. Selon Bar-Hebraeus, il aurait déclaré: « Je reconnais dans le Christ une seule nature de Verbe incarné; mais, dans la Trinité, je compte autant de natures, de substances et de déités que de personnes. » La première partie de la phrase est l'expression du monophysisme. On voit que la controverse est fondée sur les difficultés entraînées par les spéculations sans fin sur les mots « nature » et « personne » (ou « hypostase »): les monophysites, assimilant pour le Christ unité de « nature » et unité d'« hypostase », devaient être amenés à se demander si les trois « hypostases » de la Trinité n'avaient pas aussi trois « natures » différentes (voire trois « essences » ou « substances », en utilisant différents termes empruntés à Aristote). En fait, il est difficile de reconstituer les idées exactes d'Asqunagès, qui ne sont connues que par les réfutations de ses adversaires. Ses disciples furent aussi appelés « Condobaudites », du nom d'un bâtiment de Constantinople où ils se réunissaient. 
Jean Asqunagès lui-même mourut peu après, mais il avait gagné à sa cause un personnage important: le moine Athanase, petit-fils de l'impératrice Théodora (fils de la fille qu'elle avait eue avant d'épouser Justinien); selon Michel le Syrien, cet Athanase avait été le disciple d'un moine d'Édesse appelé Amantios, et un proche de Serge de Tella, que Jacques Baradée désigna en 557 comme patriarche monophysite d'Antioche. Recueillant les papiers d'Asqunagès après sa mort, il rejoignit deux membres prestigieux de la communauté monophysite: les évêques Conon de Tarse et Eugène de Séleucie, qui étaient les deux principaux adjoints de Jacques Baradée. Tous deux furent gagnés aux thèses d'Asqunagès, mais dès qu'ils se révélèrent disciples de ce théologien, ils furent excommuniés par leur Église (dont la plus haute autorité était alors Théodose d'Alexandrie, en résidence surveillée à Constantinople). Mais Conon et Eugène parvinrent à gagner à leur cause un troisième évêque, Théonas, et trois évêques, c'était le nombre requis par les règles canoniques pour en créer un autre, etc. Ainsi se constitua parmi les monophysites une hiérarchie dissidente, qualifiée de « trithéiste » par ses adversaires.
L'activité d'Athanase ne se relâchait pas non plus: il gagna Serge de Tella aux idées d'Asqunagès, le brouillant avec Théodose d'Alexandrie et Jacques Baradée, mais Serge mourut en 561. Vers 563, il envoya les papiers d'Asqunagès à Jean Philopon, célèbre philosophe chrétien d'Alexandrie qui avait adhéré au monophysisme. Celui-ci lut ces textes avec enthousiasme et composa un traité « trithéiste » qui n'a pas été conservé. L'adhésion de Philopon montre que la doctrine d'Asqunagès put apparaître à l'époque comme une formulation philosophiquement rigoureuse du christianisme monophysite. Sous le règne de Justin II, un débat se tint à Constantinople en présence du patriarche chalcédonien Jean III le Scholastique autour de l'ouvrage de Philopon; Conon de Tarse et Eugène de Séleucie étaient présents et défendirent le point de vue de Philopon; selon le codex 24 de la Bibliothèque de Photius, consacré aux actes de ce débat, le traité parlait à propos des trois personnes de la Trinité d'« essences partielles » (merikai ousiai), de « divinités » et de « natures spéciales » (idikai theotêtes, idikai phuseis).
Cependant Théodose d'Alexandrie, Jacques Baradée et l'émir ghassanide al-Harith, les trois plus importantes autorités monophysites, étaient tombés d'accord pour combattre le « trithéisme ». Jean d'Éphèse également lui était hostile. Théodose composa un traité de réfutation. Il envoya en Syrie son secrétaire Paul le Noir pour rétablir l'unité des monophysites: les évêques syriens firent de ce dernier le patriarche d'Antioche vers 564. Il accomplit sa mission, d'abord en Syrie, ensuite en Égypte. Pendant ce temps, à Constantinople, Justinien faisait pression sur Théodose pour qu'il désigne Athanase comme patriarche d'Alexandrie, sans tenir compte du fait, d'ailleurs, que pour les monophysites disciples de Sévère d'Antioche, c'était Théodose lui-même qui portait ce titre. Ainsi, à cause de son lien de parenté avec Athanase, l'empereur donnait son appui au courant « trithéiste ». 
Cependant, après la mort de Théodose en 566, la situation dans l'Église monophysite « sévérienne » devint plus confuse. Paul le Noir, qui fut emprisonné et se rallia un temps à l'Église chalcédonienne, perdit son crédit auprès des monophysites; revenu parmi eux, il tenta vainement d'imposer comme patriarche d'Alexandrie un moine syrien nommé Théodore, qui fut rejeté. Vers 576, le prêtre Pierre fut élu en Égypte (sous le nom de Pierre IV) et excommunia tant Théodore que Paul le Noir lui-même. En 579, Damien, successeur de Pierre, se rendit à Antioche pour organiser l'élection d'un patriarche uni à sa tendance. Damien consacra lui-même Pierre de Callinicum en 581, mais les deux prélats s'affrontèrent bientôt sur la question du « trithéisme »: Damien composa un traité pour réfuter une nouvelle fois la doctrine, mais aboutit à une formulation qui fut rejetée par Pierre de Callinicum, lequel l'accusa de « sabellianisme » (doctrine insistant trop sur l'unité de la Trinité). Cette querelle aboutit à un schisme entre les Églises monophysites syrienne et égyptienne qui dura plus de trente ans.
Photius, au codex 232 de sa Bibliothèque, a conservé des extraits d'un ouvrage d'un théologien « trithéiste » de la fin du VIe siècle, nommé Étienne Gobaros, non autrement connu. Il s'agit d'un recueil d'opinions théologiques contradictoires dans le genre Sic et non.
Des textes syriaco-arabes témoignent de la diffusion de la polémique de l'Arabie pétrée à l'Arabie heureuse entre la fin du VIe siècle et le début du VIIe siècle.

### Autres cas postérieurs
Au XIIe siècle, Roscelin le nominaliste et Joachim de Flore ont été suspectés de trithéisme par l'Église catholique. Au XVIIe siècle, le théologien catholique Pierre Faydit et le protestant Heinrich Nicolai en ont également été accusés. 
Les mormons sont également regardés comme trithéistes.
Le théologien chrétien John Hick, dans son livre God Has Many Names. évoque les possibilités « d'unicité de Dieu dans le dialogue interreligieux »  et déclare « le concept d'unicité de Dieu est plus difficile à concevoir pour les chrétiens dont la trinité est un trithéisme virtuel ».

## Autres religions
La triade hindouiste principale de Brahma, Vichnou et Shiva n'est pas considérée par les hindouistes eux-mêmes comme un polythéisme, mais comme un simple modalisme.

## Islam
Les musulmans envisagent la trinité comme l'adjonction d'éléments allogènes au Dieu unique, considérant que toute association à l'unicité de Dieu construit un polythéisme. Ainsi, dans l'Islam, la Trinité chrétienne est qualifiée de trithéisme et condamnée.